# گمینا شننگتسا روژانا
گمینا شننگتسا روژانا (به لهستانی:  Gmina Siennica Różana) یک گمینا در لهستان است که در شهرستان کراسنستاف واقع شده‌است. گمینا شننگتسا روژانا ۹۸٫۳۷ کیلومتر مربع مساحت و ۴٬۴۰۲ نفر جمعیت دارد.